# Maud Martin
Maud Martin es una deportista francesa que compitió en triatlón. Ganó una medalla de plata en el Campeonato Europeo de Triatlón de Invierno de 1998.

## Palmarés internacional
| Campeonato Europeo | Campeonato Europeo      | Campeonato Europeo | Campeonato Europeo |
| Año                | Lugar                   | Medalla            | Prueba             |
| ------------------ | ----------------------- | ------------------ | ------------------ |
| 1998               | Malles Venosta (Italia) | Medalla de plata   | Individual         |